# Pur (rijeka)
Pur  (rus. Пур) je rijeka u Jamalskonenečkom autonomnom okrugu u Rusiji. 
Pur nastaje spajanjem rijeka Piakupure i Jankjagun. Rijeka Pur duga je 389 kilometara, te prosječnog istjeka od 1040 m3/s. Piakupur se često smatra produžetkom Pura, koji bi tada bio dugačak 1024 km. Područje njegovog porječja je 112.000 kvadratnih kilometara.
Samo nekoliko kilometara zapadno od ušća rijeke Taz, rijeka Pur ulijeva u estuarij Taza koji je preko Obskog zaljeva spojen s Karskim morem. Rijeka zaledi u studenom i ostaje zamrznuta sve do svibnja. Nekoliko plinskih i naftnih polja nalazi se u bilizini rijeke.